# Буор-Хая (мыс)
Буор-Хая (в переводе с якутского языка: Земляная гора) — мыс, самая северная точка одноимённого полуострова в Якутии.
Расположен между губой Буор-Хая на западе и Янским заливом на востоке. Мыс хорошо заметен благодаря 11-метровому маяку.
Море в районе мыса покрыто льдами в течение 9 месяцев в году. К востоку расположена длинная полузатопленная коса, известная как коса Буор-Хая.
Административно мыс относится к Усть-Янскому улусу.
В районе мыса произошло большое количество аварий и кораблекрушений.
Близ мыса находится позднепалеолитическое (27 тыс. л. н.) местонахождение Буор-Хая/Орто-Стан (Buo-OSR), где на костях мамонта обнаружены следы разделки тяжёлым инструментом и несколько линий, процарапанных каменным орудием.